# Riverside (Illinois)
Riverside es una villa ubicada en el condado de Cook en el estado estadounidense de Illinois. En el Censo de 2010 tenía una población de 8875 habitantes y una densidad poblacional de 1716,76 personas por km².

## Geografía
Riverside se encuentra ubicada en las coordenadas 41°49′51″N 87°48′57″O / 41.83083, -87.81583. Según la Oficina del Censo de los Estados Unidos, Riverside tiene una superficie total de 5,17 km², de la cual 5,12 km² corresponden a tierra firme y (0,9%) 0,05 km² es agua.

## Demografía
Según el censo de 2010, había 8875 personas residiendo en Riverside. La densidad de población era de 1716,76 hab./km². De los 8875 habitantes, Riverside estaba compuesto por el 91,35% blancos, el 1,25% eran afroamericanos, el 0,19% eran amerindios, el 2,12% eran asiáticos, el 0,03% eran isleños del Pacífico, el 3,25% eran de otras razas y el 1,81% pertenecían a dos o más razas. Del total de la población el 10,54% eran hispanos o latinos de cualquier raza.